# Pchočchon
Pchočchon je jihokorejské město. Nachází se v severozápadní části území, v provincii Kjonggi mezi hlavním městem Soulem a Tchebeckými horami v provincii Kangwon. Katastrální území je jedno z nejhornatějších v provincii Kjonggi. 70 % území je zalesněno, obděláváno je 6,5 % rozlohy. Vzhledem k vnitrozemské poloze má kontinentální podnebí.

## Partnerská města
- Nowon-gu, Soul, Jižní Korea
- Hokuto, Prefektura Jamanaši, Japonsko (2003)